# Ion Heliade-Rădulescu
Ion Heliade-Rădulescu o Ion Heliade (Târgoviște; 6 de enero de 1802 - Bucarest; 27 de abril de 1872) fue un académico, poeta romántico y clásico, ensayista, cuentista, editor y político rumano de origen valaco.  Fue además un prolífico traductor de literatura extranjera al rumano, autor de varios libros de lingüística e historia, profesor en el Colegio Sfântul Sava en Bucarest, al cual ayudó a reabrir. Miembro fundador y primer presidente de la Academia Rumana.
Heliade-Rădulescu es considerado como una figura vanguardista de la cultura rumana de la primera mitad del siglo XIX, habiendo llegado al reconocimiento por medio de su amistad con Gheorghe Lazăr y el apoyo a este en su propósito de interrumpir la educación en griego. A lo largo de las siguientes décadas tuvo un papel fundamental en la formación del idioma rumano moderno, pero causó controversia cuando abogó la masiva introducción de neologismos italianos al léxico rumano. Siendo un terrateniente liberal moderado y romántico nacionalista, Heliade-Rădulescu estuvo entre los dirigentes de la Revolución de Valaquia de 1848, tras la cual fue forzado a pasar varios años en el exilio. Se enfrentó al ala radical de los revolucionarios de 1948 y fue apremiado por apoyar al Imperio Otomano al adoptar una forma original de conservadurismo que enfatizaba el papel de los boyardos aristocráticos en la historia rumana.

## Biografía

### Infancia y juventud
Ion Rădulescu nació en Târgoviște, hijo de Ilie Rădulescu, un propietario opulento quien fue dirigente de una patrulla durante la década de 1810, y de Eufrosina Danielpol, cuya enseñanza había sido en griego. Tres de sus hermanos murieron de peste bubónica antes de 1829.  A lo largo de su infancia y juventud, Ion fue el foco de la afectiva supervisión paternal: siendo aun muy joven, su padre Ilie Rădulescu compró una casa que había sido habitada por Gheorghe Lazăr en las afueras de Bucarest, cerca de Obor, como regalo para su hijo. En esos años la familia Rădulescu eran propietarios de un gran jardín en las afueras de Bucarest, cerca de Herăstrău, como también de una residencia en las cercanías de Făgăraş y Gârbovi.
Después de recibir una educación básica en griego con un tutor llamado Alexe, Ion Rădulescu aprendió por sí mismo leer en rumano cirílico, presuntamente estudiando el Romance de Alejandro con ayuda de los sirvientes de su padre originarios de Oltenia. Subsecuentemente se convirtió en un ávido lector de novelas populares, especialmente durante su estancia en Gârbovi hacia 1813, a donde había sido enviado para alejarle de aquellas regiones afectadas por la peste de Caragea. Tras 1813 el joven Rădulescu fue educado por el monje ortodoxa rumano Naum Râmniceanu; en 1815 ingresó a la escuela de enseñanza griega de Schitu Măgureanu en Bucarest, y en 1818 a la escuela Sfântul Sava, en donde estudió bajo la supervisión de Gheorghe Lazăr.
Debido al levantamiento valaco la escuela cesó sus actividades entre 1820 y 1821, y mientras tanto Ion Rădulescu se mantuvo como maestro asistente de Lazăr, dando tutoría en aritmética y geometría. Fue durante estos años que adoptó el apellido de Heliade, según el cual, más tarde explicaría, era una versión griega de su patronímico, el cual derivaba de la versión rumana de Elías.

### Bajo el régimen de Grigore IV Ghica
En 1822, tras la enfermedad y muerte de Gheorghe Lazăr, Heliade reabrió el Sfântul Sava en el cual trabajó como su principal profesor, cargo que ejerció al principio sin remuneración alguna. Otros intelectuales se unieron a este esfuerzo, entre ellos Eufrosin Poteca, y, finalmente, abrió una curso de arte supervisado por Carol Valştain. La restitución se llevó a cabo como resultado de las ordenanzas emitidas por el príncipe Grigore IV Ghica, quien recién había sido designado por el Imperio otomano para ocupar el trono de Valaquia tras el fin del régimen fanariota promoviendo la marginalización de los griegos rumanos que habían tomado cargos públicos en las décadas anteriores. De esta forma el príncipe Ghica patrocinó la educación en rumano y definió por medio de un decreto oficial a la educación en griego como la "base de la maldad" (temelia răutăţilor).
A finales de la década de 1820 Heliade se involucró en la política cultural. En 1827, junto con Dinicu Golescu, fundó la Sociedad Literaria Rumana (Soțietatea literară românească), la cual, por medio de su programa desarrollado por Heliade mismo, propuso la transformación de la escuela Sfântul Sava en un colegio superior, la apertura de una la misma institución en Craiova, y la creación de escuelas a lo largo de todas las poblaciones de Valaquia. La Sociedad Literaria Rumana promovió el establecimiento de diarios en rumano y el fin del monopolio estatal en la prensa. La agrupación, ubicada en la calle Podul Mogoșoaiei, actual Calea Victoriei (Avenida Victoria), se benefició de la experiencia de Dinicu Golescu en el exterior y de la adhesión de dos futuros príncipes a sus filas: Gheorghe Bibescu y Barbu Dimitrie Ştirbei. La agrupación se fundamentaba en la francmasonería; durante esos años Heliade se había convertido en un masón al igual que una gran parte de su generación.
Heliade-Rădulescu publicó su primera obra en 1828, un ensayo sobre gramática rumana, en la ciudad de Hermannstat (en rumano: Sibiu) dentonces bajo dominio del Imperio Austriaco, y el 20 de abril de 1829 empezó la impresión del periódico bucarestiano Curierul Românesc. Éste fue el intento más exitoso de crear un periódico local: Golescu ya lo había intentado antes en 1828. Curierul Românesc publicaba artículos en rumano y en francés y, hacia 1836, empezó a publicar su propio suplemento literario bajo el título de Curier de Ambe Sexe, el cual se imprimió hasta 1847. Fue en éste donde Heliade publicó Zburătorul, uno de sus poemas más famosos. Inicialmente, Curierul Românesc se editaba semanalmente, para después ser publicado bimensualmente hasta 1839, año en que empezó a publicarse entre tres y cuatro veces a la semana. Entre sus principales colaboradores destacaban Heliade-Rădulescu, Grigore Alexandrescu, Costache Negruzzi, Dimitrie Bolintineanu, Ioan Catina, Vasile Cârlova, e Iancu Văcărescu.
En 1823 Heliade conoció a Maria Alexandrescu, de quien se enamoró apasionadamente y con quien más tarde contraería matrimonio. Hacia 1830 sus dos hijos, Virgiliu y Virgilia, habían muerto prematuramente, y como consecuencia de ello su matrimonio sufrió una larga crisis marcada por frecuentes ataques de celos por parte de Maria. Ion Heliade probablemente tuvo una serie de relaciones extramaritales. Se cree por algunos historiadores e incluso por el crítico literario George Călinescu que un oficial de la milicia valaca llamado Zalic, reconocido hacia la década de 1840, pudo haber sido hijo ilegítimo de Ion Heliade. Tras la muerte de su primer hijo, Maria Heliade recibía en su casa al escritor Grigore Alexandrescu de quien el mismo Ion sospechaba amante de ella. Como consecuencia de ello los dos escritores se convirtieron en acérrimos rivales: Heliade se refería a Alexandrescu como "aquel ingrato"; en una carta dirigida a George Bariţ escrita en 1838 Heliade denigraba la poesía y carácter de Alexandrescu: creyendo que en una de sus fábulas Alexandrescu se representaba a sí mismo como un ruiseñor, Heliade comentó que en realidad Alexandrescu era "un miserable grajo en plumas ajenas". A pesar de estos conflictos maritales Maria Heliade procreó cinco hijos más: cuatro hijas y un hijo, Ion, nacido en 1846.